# Juno (Südafrika)
Juno ist ein Ort in der südafrikanischen Provinz Limpopo. Er gehört zur Gemeinde Polokwane im Distrikt Capricorn.

## Geographie
Im Jahr 2011 hatte Juno 1301 Einwohner. Rund 98 Prozent gaben Sepedi als Muttersprache an. Der Ort liegt in einer flachen Umgebung. Um Juno liegen zahlreiche ähnlich große Orte, ebenfalls mit geringer Infrastruktur.

## Geschichte
Bis 1994 gehörte der Ort zum Homeland Lebowa. Juno war bis 2016 Verwaltungssitz der Gemeinde Aganang.

## Verkehr
Juno liegt nur wenig nördlich der Fernstraße R567, die die National Route 11 im Westen mit Seshego und Polokwane im Osten verbindet.